# 荏荪
荏荪（1913年11月11日—），原名蒋毓麒，男，天津宝坻人，中国电影、话剧导演，吉林戏剧家协会会员，曾任吉林艺术学院党委书记兼院长、吉林省文联委员、吉林电影家协会理事。

## 生平
1913年11月11日生于今天津市宝坻区黄庄镇阮家铺村，1920年入宝坻县小学读书。1925年考入北京四存中学，1929年入北平大学商学院学习。后中途失学当过一段时间的店员。在1934年加入中国旅行剧团担任演员。1935年与陶金、姜明、李景波因被怀疑涉共被捕，1937年获释。经邓颖超介绍，进入抗日军政大学第四期一大队学习。1938年，荏荪被派往抗日军政大学总校文艺工作团工作，历任抗大文工团副团长、团长，并加入中国共产党。期间执导了《保卫马德里》、《钦差大臣》、《雷雨》等戏剧。1941年获“党的教育战线上的优秀战士”奖章。 1944年入鲁迅艺术学院深造。导演秧歌剧《夫妻识字》等。1945年，荏荪参加东北文工团，后任凯丰的秘书。1949年任哈尔滨亚麻纺织厂厂长。1956年调入长春电影制片厂任导演。1957年执导《复试》。后与沙蒙合导《党的女儿》时，因被打成右派，而下放农村。1961年摘帽，担任《秦香莲》的副导演，1978年，拨乱反正，恢复党籍。1980年11月至1984年12月任吉林艺术学院党委书记兼院长。1986年导演电影《勿忘我》。